# Pulchrana debussyi
Pulchrana debussyi es una especie de anfibio anuro de la familia Ranidae.

## Distribución geográfica
Esta especie es endémica del norte de Sumatra en Indonesia. Esta especie se encuentra en las montañas Batak.

## Descripción
El holotipo mide 50 mm.

## Etimología
Esta especie lleva el nombre en honor a L. P. Debussy.

## Publicación original
- Van Kampen, 1910 : Eine neue Nectophryne-Art und andere Amphibien von Deli (Sumatra). Natuurkundig Tijdschrift voor Nederlandsch Indië, vol. 69, p. 18-24[4]